# Radwanitenkorridor

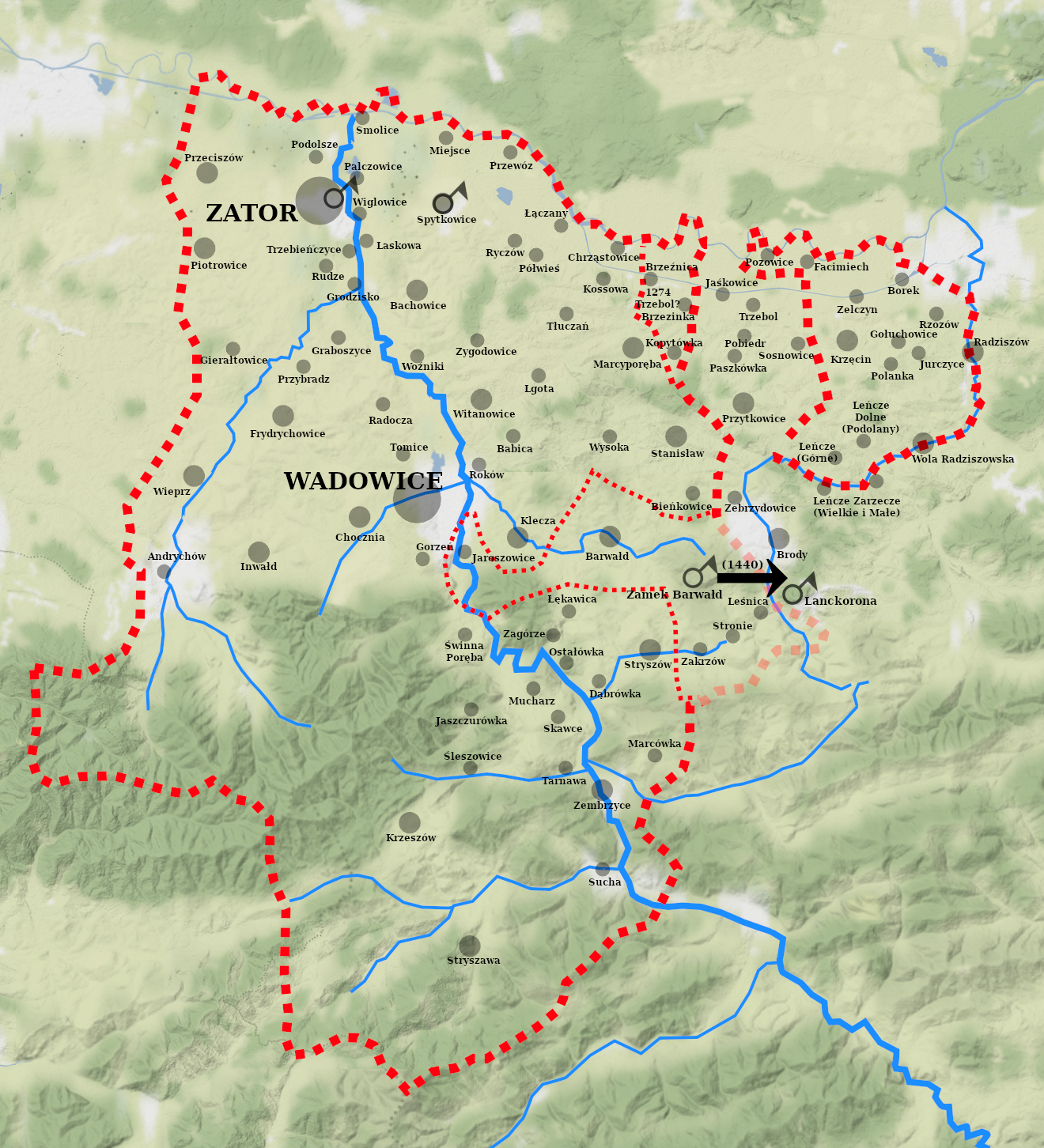
Herzogtum Zator mit der Enklave um Krzęcin und dem Radwanitenkorridor zwischen beiden Landesteilen

Der Radwanitenkorridor (polnisch Korytarz radwanicki) ist eine historische Landschaft im südlichen Polen.

## Geographie
Der Korridor war ein Streifen des Landes mehrheitlich im Pogórze Wielickie, etwa 9–10 Kilometer breit zwischen Jaśkowice an der Weichsel im Norden und Brody unter den Mittelbeskiden im Süden. Annäherungsweise umfasste er die heutigen neun Ortschaften Brody, Zebrzydowice (ohne Weiler Bieńkowice), Kalwaria Zebrzydowska, Bęczyn, Przytkowice, Sosnowice, Wielkie Drogi mit dem Weiler Trzebol, Jaśkowice, sowie Paszkówka mit dem Weiler Pobiedr.

## Geschichte
Die ritterliche Familie Radwanita stammte möglicherweise aus Masowien, aber wurde wahrscheinlich zwischen den Jahren 1227 und 1243 aufgrund des Kampfes Konrads I. von Masowien für das Krakauer Seniorherzogtum Polens im bewaldeten Grenzbereich zwischen dem Herzogtum Krakau und Herzogtum Oppeln angesiedelt. Das Gebiet zwischen den Flüssen Skawa im Westen und Skawinka im Osten wurde jedoch am 30. September 1274 (falsch auf 1278 datiert) von Kleinpolen abgetrennt und Schlesien angeschlossen, und zwar ohne eine Gruppe von Dörfern im Besitz der dem Krakauer Seniorherzog loyalen Radwaniten-Familie, zusammen Trebol (villas ac hereditates militum nostrorum te specialiter villas Raduanitarum Trebol vulgariter nuncupatas) genannt. Gleichzeitig erhielten die Radwaniten (wahrscheinlich damals mit dem Hauptsitz in Radwanowice, nördlich der Weichsel) viele Privilegien für Jagden in Wäldern und für die Gründung neuer Dörfer nach polnischen und deutschen Rechten.

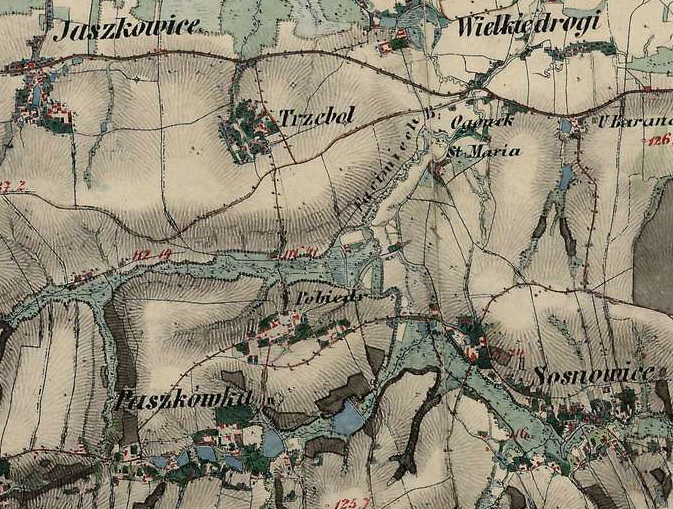
Die Ortschaften Trzebol und Pobiedr in der Mitte des 19. Jahrhunderts, jetzt Weiler von Wielkie Drogi bzw. Paszkówka

Die Haufendörfer Trzebol (als das älteste Dorf) und Pobiedr (als die älteste Pfarrei in der Mitte des Gebiets) galten als die wichtigsten Zentren des Korridors, sind aber heute keine unabhängigen Dörfer mehr.
Der Korridor erschwerte die Konsolidierung des östlichen Gebiets der oberschlesischen Herzöge und könnte sie zur Suche nach Protektion durch den böhmischen König bewegt haben (Mieszko von Teschen im Jahr 1291, Wladislaus von Auschwitz im Jahr 1327).

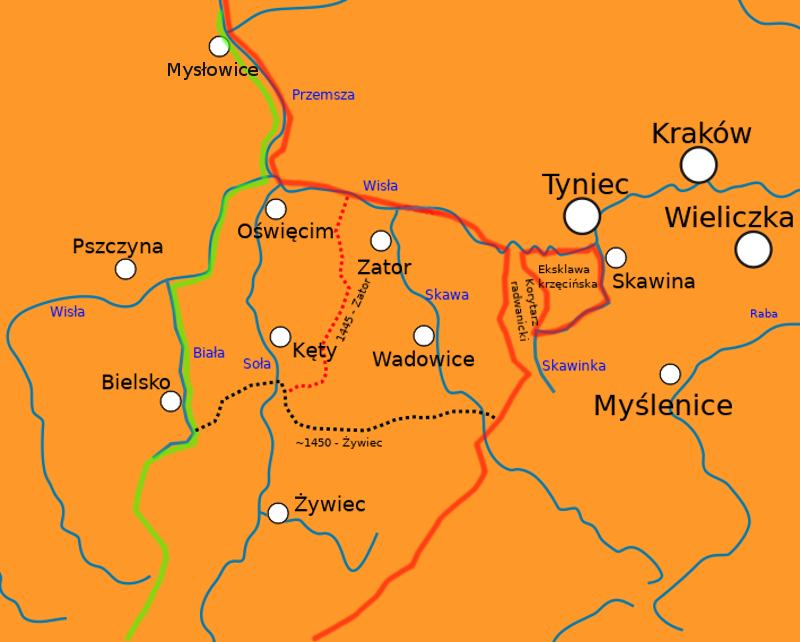
Grenzänderungen um Herzogtum Auschwitz/Zathor im Spätmittelalter:
rot – die Grenze ab 1327,
grün – nach dem Einkauf von Auschwitz (1457) und Zator (1494)

Er trennte im Mittelalter das Hauptgebiet des Herzogtums Auschwitz, nach Erbteilung des Herzogtums Zator, ab 1327 unter Lehnsherrschaft des Königreichs Böhmen, im Westen von seiner kleinen Exklave im Osten. Der Radwanitenkorridor unterstand dabei direkt dem Königreich Polen. Die Familie Radwanita nahm nach dem Jahr 1274 auch einige Dörfer im Herzogtum Auschwitz (wie zum Beispiel Brzeźnica, Brzezinka, Kopytówka, Marcyporęba und andere) in Besitz. Die Grenze verlor in der zweiten Hälfte des 15. Jahrhunderts an Bedeutung, hauptsächlich als das Herzogtum Zator im Jahr 1494 an den polnischen König verkauft wurde. Das Gebiet gehörte mehrheitlich zum Kreis Szczyrzyc innerhalb Polens, aber der im Jahr 1564 entstandene Kreis Schlesien umfasste auch das Dorf Zebrzydowice, früher am südlichen Rande des Korridors, sowie das nach 1600 gegründete Städtchen Kalwaria Zebrzydowska.
Von 1975 bis 1998 gehörte das Gebiet (ohne Jaśkowice und Wielkie Drogi) zur Woiwodschaft Bielsko-Biała, weswegen es manchmal als der nordöstliche Rand des Beskidenvorlands betrachtet wurde.